# San Pedro y san Pablo (El Greco, Barcelona)
San Pedro y san Pablo es un cuadro realizado por Doménikos Theotocópuli—el Greco— que actualmente forma parte de la colección del Museo Nacional de Arte de Cataluña.

## Introducción
Según el profesor e historiador del arte Harold Wethey, han llegado hasta nuestros días tres obras del Greco, sobre esta temática, que conforman dos tipologías distintas. El presente lienzo es la única obra autógrafa conocida del Tipo-I, que se distingue de los dos lienzos de la otra tipología por las siguientes características:
1. San Pablo sostiene una espada en su mano y brazo izquierdos.
2. Ambos apóstoles están representados delante de un fondo de cielo nuboso.[2]

## Análisis de la obra

### Datos técnicos y registrales
- Barcelona, Museo Nacional de Arte de Cataluña, n º. de catálogo: 005083-000.[3]
- Pintura al óleo sobre lienzo;
- Dimensiones: 120 x 92 cm, según Wethey; 116 x 91,8 cm cm, según el Museo;
- Fecha de realización: 1590-1595, según Wethey; Entre 1590-1600, según el Museo;
- Catalogado por Wethey con la referencia 276, y por Tiziana Frati con el n º. 100.[4]

### Descripción de la obra
Este lienzo destaca por su contenido argumental y por su riqueza cromática. Conocedor de la pintura veneciana, el Greco modela a través de luces y colores, con una pincelada rápida y vigorosa que empasta la tela haciendo perder los detalles. La espiritualidad de ambos santos se refleja en sus rostros —claramente diferenciados— y por la gama colorística empleada, que contribuye a realzar su fuerza, anunciando el expresionismo de años posteriores.
Aunque el tema central es la reunión entre los dos apóstoles después de un desacuerdo, se insinúa que la reconciliación no fue total, ya que sus manos se cruzan sin llegar a tomar contacto. Ambos santos son representados de tres cuartos, con sus cabezas a la misma altura, ante un celaje que establece un matiz distinto para cada figura. Llevan pesadas vestimentas, donde destacan los pliegues, en los que se crean sugerentes contrastes luminosos.
San Pedro aparece como un anciano barbado, de rostro bondadoso y de aspecto cansado. Detrás de él, el fondo de nubes se abre al azul del cielo, formando como un nimbo de santidad alrededor de su cabeza. Viste un manto marrón-dorado sobre una túnica azul, lleva las llaves de la Iglesia, y muestra un gesto de cesión o reconocimiento hacia san Pablo, quien aparece más joven, enérgico y con facciones vigorosas. Viste una túnica verde bajo un manto rojo, y porta —como atributo de santidad— un mandoble propio de la época del pintor. Detrás de él, el celaje presenta grises blanquecinos y tonos desvanecidos.

## Procedencia
- Colección de José Cañaveral (Madrid)
- Colección de Luis Plandiura (hasta 1932)
- Adquirido por el MNAC el año 1932.[8]